# ساتوشی هاشیموتو
ساتوشی هاشیموتو (انگلیسی: Satoshi Hashimoto; ۲۶ آوریل ۱۹۶۶ – ) خواننده، بازیگر، صداپیشه، و بازیگر تلویزیون اهل ژاپن بود. وی از سال ۱۹۸۹ میلادی تاکنون مشغول فعالیت بوده‌است.